# Vinnetou (film)
Vinnetou je koprodukční film z roku 1963 režiséra Haralda Reinla pojednávající o přátelství dvou fiktivních postav Old Shatterhanda a jeho pokrevního bratra Vinnetoua, vrchního náčelníka Apačů z kmene Mescalero, který byl natočen podle stejnojmenné literární předlohy Karla Maye.

## Příběh
Děj filmu byl oproti knižní předloze poměrně výrazně pozměněn a zjednodušen a celý příběh je zde převyprávěn pouze rámcově, nejvýraznější rozdíl je na konci filmu, kdy vraha Santera Apačové usmrtí.
Do USA přijíždí mladý německý inženýr-zeměměřič Karl (Charles-Šarlí) a to proto, aby prováděl stavební dozor a aby dohlédl na zeměměřičské práce nutné pro další výstavbu texaské pacifické železnice a následně i na její vlastní výstavbu. Železnice však vede indiánským územím obývaným Apači z kmene Mescalero. Odjíždí proto se zásobovací kolonou přímo do stavebního tábora, kde jsou ubytováni stavební dělníci.
Bandita Santer společně se svými druhy touží po zlatě Apačů, vezme do zajetí jednoho mladého Indiána, kterého mučí rozžhaveným železem. Chce aby mu Indián prozradil, kde se indiánské zlato skrývá, nicméně jeden z kumpánů mladého Indiána ve vzteku zastřelí. Santer poté přemluví náčelníka kmene Kiowů Tanguu, aby zásobovací kolonu, která směřuje do stavebního tábora, se svým indiánským kmenem přepadl. Tu však chrání Sam Hawkens a společně se svými loveckými druhy Dickem Stonem a Willem Parkerem. Přepad se Kiowům nezdaří také proto, že mladý inženýr prokáže neobyčejnou statečnost a odvahu při řešení situace – vyhodí do povětří vůz vezoucí na stavbu střelný prach.
Apačové z kmene Mescalero mají mezi sebou bílého učitele Klekí-petru, který je původem Evropan, shodou okolností také Němec. Apače učí nejen číst a psát, ale vede je i k mírovému soužití s bílými americkými novousedlíky a přistěhovalci. Mladý inženýr zjistí, že původní plány na výstavbu železnice byly bez jeho vědomí pozměněny a že trať má vést jiným směrem, než bylo předem naplánováno, což Apače výrazně poškozuje. Vypraví se proto za stavbyvedoucím Bancroftem do blízkého městečka. Bancrofta najde úplně opilého, navíc bandita Santer Bancroftovi vyhrožuje zabitím. Bandité mladého inženýra napadnou, on se však s nimi bije pěstí a drtí je svými přesně cílenými údery na bradu. Nakonec jej ale bandité přece jen přemohou, nicméně v poslední chvíli ho zahrání Sam Hawkens se svými druhy.
Po návratu do tábora přichází Apačové vyjednávat. Mladý syn vrchního náčelníka Inču-čuny Vinnetou a bílý otec Klekí-petra se dostaví do stavebního tábora a chtějí dojednat mír mezi Apači a bílými muži a projednat návrat stavby železnice k původnímu plánu. Mladý inženýr je Indiánům představen jako Old Shatterhand ("drtící ruka"), což je lovecká přezdívka, kterou mu dal Sam Hawkens po souboji v městečku. Jejich vzájemné vyjednávání však skončí tragédií, mírumilovný Klekí-petra je Santerem zastřelen a Vinnetou je zajat a předán nepřátelskému kmeni Kiowů. Old Shatterhand se v noci tajně vydá sám do tábora Kiowů Vinnetoua zachránit. Připlíží se nepozorován ke stromu, kde je Vinnetou uvázaný a přeřízne, sám nikým nezpozorován, Vinnetouova pouta. Na památku si vezme Vinnetouův náhrdelník zhotovený ze zubů amerického šedého medvěda grizzly.
Další souboj s bandity čeká stavební dělníky vedené Old Shatterhandem v městečku, kde propukne jejich lítý boj s bandity o místní salon. Při něm je při snaze o vyjednávání postřelen zeměměřič Bill Jones, je přesunut do bezpečí Old Shatterhandem s pomocí povozu. Salon se podaří dělníkům oblehnout, ale ne dobýt. Bancroft je zastřelen po pokusu o odpravení Santera (prázdným koltem). Bandité se před přesilou snaží uprchnout nepozorovaně podzemní štolou, kterou zde narychlo kopou. Stavební dělníci vedení mladým inženýrem se pokusí salon zničit pomocí parní lokomotivy, kterou narazí do budovy salonu. Bandité jejich úmysl zjistí včas a stačí se před lokomotivou ukrýt do své nově vybudované podzemní štoly. Propukne prudký boj mezi bandity a dělníky, nicméně jejich vítězství zhatí nečekaný bojový nájezd velké skupiny Indiánů Mescalero z kmene Apačů, kteří se zde chtějí pomstít za zákeřnou vraždu svého milovaného a uctívaného bílého učitele Klekí-Petry. Propukne vřava a zmatek, mnoho mužů je zabito, malá část banditů v čele se Santerem však uprchne. Old Shatterhand se zde v přímém osobním souboji muže proti muži utká s Vinnetouem. Vinnetou tento jejich vzájemný souboj vyhraje, bodne při něm svého zachránce Old Shatterhanda nožem do krku a velmi těžce jej poraní, jeho zkrvavený kabát pak zůstane v městečku.
Sam Hawkens se svými druhy je také zajat a odvlečen společně se polomrtvým Old Shatterhandem do Apačského puebla nacházejícím se na břehu řeky Rio Pecos. Old Shatterhand se zde poprvé setkává s mladou a krásnou indiánskou dívkou Nšo-či, která je zde jakousi "indiánskou princeznou", neboť jde o Vinnetouovu sestru a dceru nejvyššího náčelníka Apačů Inču-čuny. Nšo-či (v překladu "Krásný den") se o Old Shatterhanda stará, pečuje o něj a po několik týdnů usiluje o jeho brzké uzdravení. Oba mladí lidé k sobě cítí vzájemné sympatie, která postupně přerostou ve vzájemnou lásku. Old Shatterhand se snaží Vinnetoua neustále přesvědčit, že je jeho přítelem, ale ten mu nevěří, jediný kdo Old Shatterhandovi věří je Nšo-či. Ta se nechá přesvědčit, aby se sama vypravila do městečka pro zkrvavený Old Shatterhandův kabát, který ukrývá jasný důkaz o tom, kdo byl Vinnetouův zachránce – jeho náhrdelník s medvědími zuby.
Mezitím nadejde den, kdy má být Old Shatterhand umučen společně se svými druhy u mučednického kůlu. Indiánská rada starších však rozhodne, že místo mučení dojde ke spravedlivému souboji muže proti muži. Old Shatterhand bude s handicapem bojovat přímo s nejvyšším náčelníkem Inču-čunou. Old Shatterhand svým důvtipem a silnou pěstí v tomto boji Inču-čunu přemůže ale nezabije, pouze jej omráčí. Vyhraný boj a živý Inču-čuna způsobí, že Vinnetouův názor na Old Shatterhanda se rychle změní. Jeho údiv a přátelství však dovrší úspěšný brzký návrat Nšo-či, která přiváží z městečka zkrvavený kabát s Vinnetouovým náhrdelníkem, který poskytne důkaz o tom, kdo Vinnetoua zachránil ze spárů nepřátelských Kiowů. Oba mladí muži, se rychle spřátelí a na důkaz svých citů slavnostně uzavřou pokrevní bratrství. Všichni si pak společně užívají přátelství a indiánské pohostinnosti, Vinnetou Old Shatterhanda po několik týdnů učí různým indiánským znalostem a dovednostem.
Nšo-či, která je do Old Shatterhanda zamilovaná a touží se stát jeho ženou, se chce vzdělávat po vzoru bílých žen. Proto se všichni společně vypraví do hor pro apačské zlato, které má posloužit k tomu, aby bylo možno její budoucí vzdělání zaplatit. Old Shatterhand však po zlatu nijak netouží a do jeho naleziště proto odchází pouze náčelník Apačů Inču-čuna společně se svými dvěma dětmi, se synem Vinnetouem a s dcerou Nšo-či. Ve skalách je však napadlou zbylí Santerovi bandité, kteří touží po zlatě. V tuhém boji je zabit jak náčelník Inču-čuna tak i jeho dcera Nšo-či. Old Shatterhand však instinktivně tuší zradu a zaslechne vzdálené výstřely. Spěchá proto společně s ostatními apačskými bojovníky Vinnetouovi na pomoc aby jej jediného zachránil. Vrah Santer se svými druhy je zde ihned poté zabit a tím i potrestán (zde na rozdíl od knižní předlohy). Nejvyšší náčelník Apačů Vinnetou a jeho bílý pokrevní bratr Old Shatterhand zůstali na světě se svým zármutkem sami.

## Obsazení
- Vinnetou – Pierre Brice (v českém znění Stanislav Fišer)
- Old Shatterhand – Lex Barker (v českém znění Vladimír Ráž)
- Nšo-či – Marie Versini (v českém znění Jana Drbohlavová)
- Inču-čuna – Mavid Popovic (v českém znění Oldřich Lukeš)
- Sam Hawkens – Ralf Wolter (v českém znění Josef Beyvl)
- Santer – Mario Adorf (v českém znění Josef Větrovec)
- Klekí-petra – Hrvoje Svob (v českém znění Antonín Zíb)
- Tangua – Tomoslav Erak (v českém znění Jiří Adamíra)

## Zajímavosti
- Jde o druhý natočený film dle Karla Maye v 60. letech.
- V německém znění filmu byl Ralf Wolter jediný, kterého nemuseli dabovat. Ostatní herci buď nemluvili německy, nebo jejich role byla němá.